# لاشا سالوكفادزه
لاشا سالوكفادزه (21 ديسمبر 1981 جورجيا - ) هو لاعب كرة قدم جورجي، يلعب كمدافع.

## وصلات خارجية
لاشا سالوكفادزه على موقع الاتحاد الدولي (مؤرشف)  (الإنجليزية)
- لاشا سالوكفادزه على موقع الاتحاد الأوربي (الإنجليزية)
- لاشا سالوكفادزه على موقع قاعدة بيانات كرة القدم.إي يو (الإنجليزية)
- لاشا سالوكفادزه على موقع ناشيونال فوتبول تيمز (الإنجليزية)
- لاشا سالوكفادزه على موقع Soccerway.com (الإنجليزية)